# Транспорт Берліна

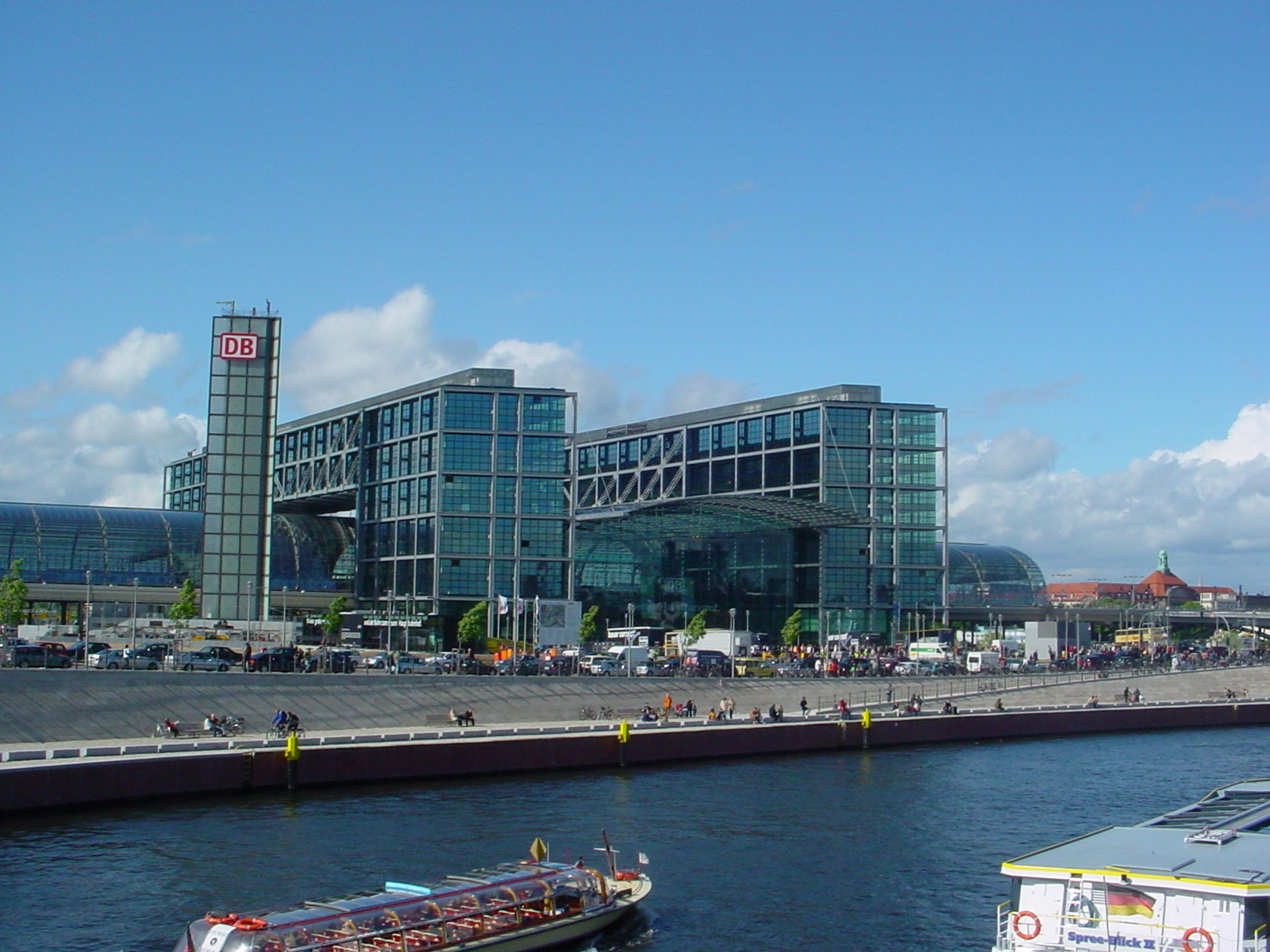
Центральний залізничний вокзал, найбільший
у Європі, діє з 2006 року.

Берлін має складну і різноманітну транспортну інфраструктуру. У Берліні 5334 кілометри доріг, з яких 66 кілометрів є магістралями та 979 мостів. У 2004 році зареєстровано 1 мільйон 428 тисяч автомобілів, включаючи 6800 таксі. Місцевий громадський транспорт обслуговується компаніями BVG і Deutsche Bahn AG і має 1626 кілометрів автобусних маршрутів, 187 кілометрів трамвайних ліній, 150 кілометрів ліній метрополітену і 328 кілометрів міської залізниці. Берлін має два аеропорти (Berlin-Tegel «Otto Lilienthal» і Berlin-Schönefeld), якими скористалося 14.7 мільйонів пасажирів у 2004 році. Відомий аеропорт Берліна Темпельхоф був закритий 30 жовтня 2008 року, попри численні протести. Новий великий міжнародний аеропорт планується у Berlin-Schönefeld. До Чемпіонату світу з футболу 2006 відкрито новий залізничний вокзал, найбільший у Європі. 
| Система | Станції / Лінії / Довжина | пасажирів на рік | Оператор / Примітки                       |
| ------- | ------------------------- | ---------------- | ----------------------------------------- |
| S-Bahn  | 166 / 15 / 331 км         | 376 мільйонів    | DB / Наземна залізниця.                   |
| U-Bahn  | 170 / 9 / 145 км          | 457 мільйонів    | BVG / Метрополітен. День і ніч у вихідні. |
| Трамваї | 398 / 22 / 192 км         | 171 млн          | BVG / Працює переважно в східних районах. |
| Автобус | 2627 / 147 / 1626 км      | 407 мільйонів    | BVG / 46 нічних маршрутів                 |
| Пором   | 6 ліній                   |                  | BVG                                       |

Берлін має розгалужену систему велосипедних доріжок довжиною 620 км. Приблизно 200 тисяч велосипедистів щоденно складають близько 10% загальної кількості поїздок. Дозволяється перевозити велосипеди у метро, електричці і трамваях.

## Міжміський автобусний транспорт

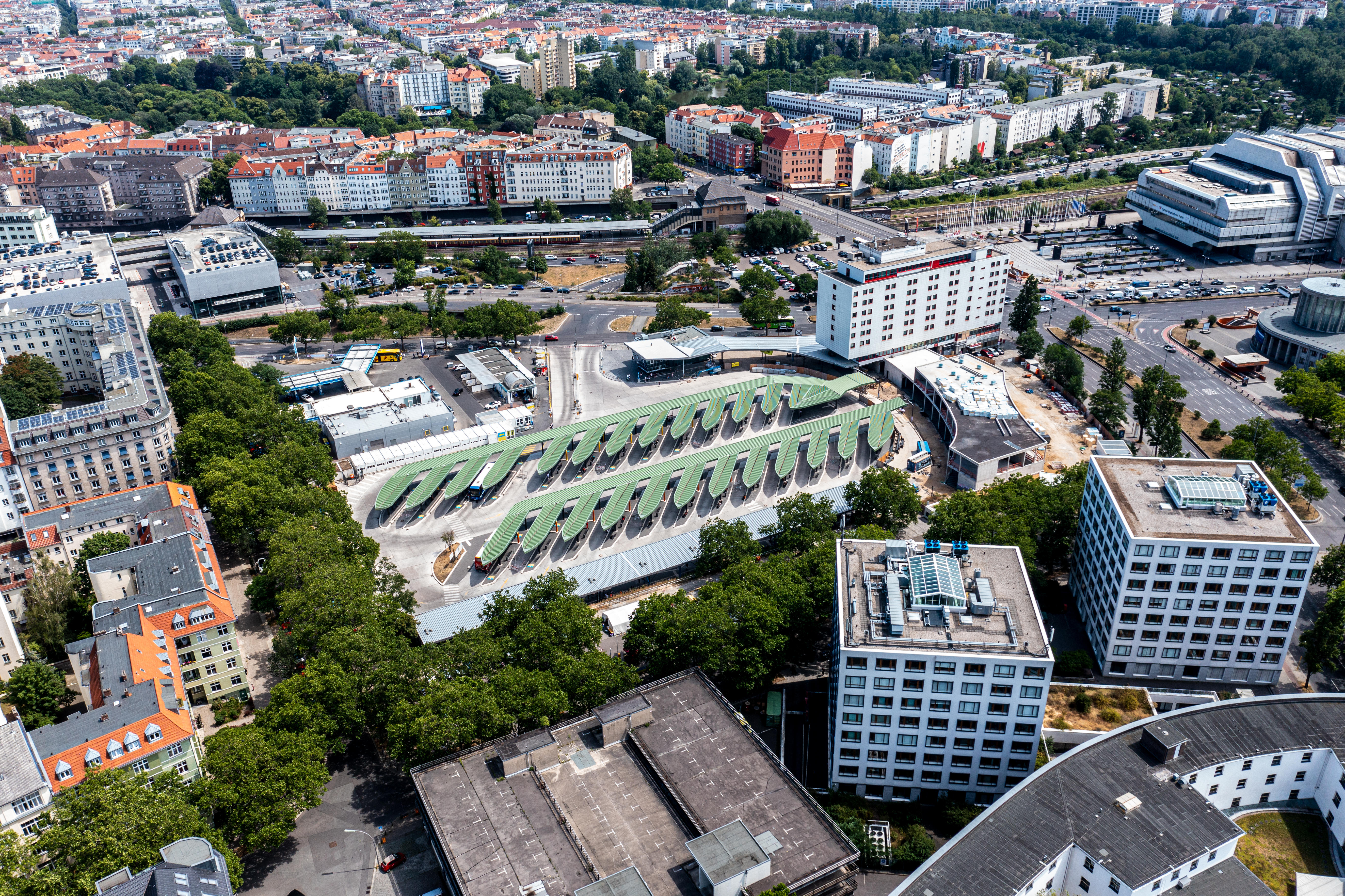
Центральний автовокзал

Довгі роки розвиток міжміського автобусного транспорту в Німеччині стримував ухвалений ще 1934 року закон про пасажирські перевезення (нім. Personenbeförderungsgesetz), що надавав залізничному транспорту фактичну монополію на внутрішніх рейсах. Лише нова редакція цього закону, яка набула чинності 1 січня 2013 року, скасувала ці юридично закріплені привілеї.
Тепер німецька столиця пов'язана автобусним сполученням з понад 500 різними пунктами призначення у більшості країн Європи. Крім Центрального автовокзалу, з якого в 2017 році на більш ніж 166 тис. рейсів було перевезено близько 6 млн пасажирів, міжміські автобуси роблять зупинки у берлінських аеропортів і залізничних вокзалів (як, наприклад, абсолютний лідер у цьому транспортному сегменті).
При цьому поїздки на автобусі залишаються найдоступнішими за ціною, хоча найчастіше і найтривалішими за часом: 22 € і 10 годин потрібно, наприклад, для поїздки з Берліна до Мюнхена (включаючи переїзд до автовокзалу) (для порівняння: на власному автомобілі — 50 € і 6 год на 6 годин на 6 годин). Вибір на користь міжміського автобуса особливо відзначають невисоку вартість перевезення, мала кількість пересадок, простоту планування поїздки, а також його зручність, пунктуальність і доступність.